# Fudbalski Klub Velež Mostar 2023-2024
Questa voce raccoglie le informazioni riguardanti il Velež Mostar nelle competizioni ufficiali della stagione 2023-2024.

## Divise e sponsor
Per la stagione 2023-2024 lo sponsor tecnico è Joma, mentre il main sponsor sulla maglia è Narentas.
| 1ª divisa | 2ª divisa |

## Organigramma societario
Consiglio di amministrazione
- Presidente: Senad Kevelj
- Membro consiglio direttivo: Nermin Haznadarević

Area tecnica
- Direttore area sportiva professionale: Sanjin Alagić
- Allenatore: Nedim Jusufbegović
- Allenatori in seconda: Avdo Kalajdžić, Samir Merzić
- Preparatore atletico: Amel Jazvin
- Preparatore dei portieri: Adnan Dizdarević
- Direttore scuola calcio: Anel Karabeg

## Rosa
Dati aggiornati al 20 maggio 2024.
| N. |                                 | Ruolo | Calciatore               |
| -- | ------------------------------- | ----- | ------------------------ |
| 2  | Croazia (bandiera)              | D     | Ante Oreč                |
| 4  | Bosnia ed Erzegovina (bandiera) | D     | Denis Zvonić             |
| 5  | Croazia (bandiera)              | C     | Vito Čaić                |
| 7  | Bosnia ed Erzegovina (bandiera) | C     | Omar Pršeš               |
| 8  | Bosnia ed Erzegovina (bandiera) | D     | Ante Hrkač               |
| 9  | Georgia (bandiera)              | A     | Giorgi Guliashvili       |
| 10 | Bosnia ed Erzegovina (bandiera) | C     | Asmir Suljić             |
| 11 | Croazia (bandiera)              | C     | Mihael Mlinarić          |
| 13 | Brasile (bandiera)              | C     | Lohan                    |
| 14 | Bosnia ed Erzegovina (bandiera) | A     | Demir Peco               |
| 16 | Bosnia ed Erzegovina (bandiera) | C     | Tarik Šikalo             |
| 17 | Bosnia ed Erzegovina (bandiera) | A     | Nermin Haskić (capitano) |
| 18 | Serbia (bandiera)               | D     | Saša Domić               |
| 19 | Bosnia ed Erzegovina (bandiera) | A     | Adnan Džafić             |
| 23 | Slovenia (bandiera)             | D     | Klemen Šturm             |
| 24 | Bosnia ed Erzegovina (bandiera) | C     | Dino Hasanović           |
| 25 | Croazia (bandiera)              | P     | Tomislav Duka            |
| 26 | Bosnia ed Erzegovina (bandiera) | C     | Emir Halilović           |
| 26 | Bosnia ed Erzegovina (bandiera) | C     | Eldar Mehić              |

| N. |                                 | Ruolo | Calciatore      |
| -- | ------------------------------- | ----- | --------------- |
| 28 | Bosnia ed Erzegovina (bandiera) | C     | Edo Vehabović   |
| 30 | Bosnia ed Erzegovina (bandiera) | D     | Dino Juklo      |
| 31 | Austria (bandiera)              | P     | Osman Hadžikić  |
| 38 | Bosnia ed Erzegovina (bandiera) | C     | Dženan Puce     |
| 45 | Bosnia ed Erzegovina (bandiera) | A     | Kenan Đuliman   |
| 47 | Bosnia ed Erzegovina (bandiera) | A     | Amar Milak      |
| 55 | Iran (bandiera)                 | D     | Aref Gholami    |
| 65 | Bosnia ed Erzegovina (bandiera) | A     | Omar Kuko       |
| 83 | Bosnia ed Erzegovina (bandiera) | C     | Mahir Bešić     |
| 96 | Brasile (bandiera)              | D     | Bruno Oliveira  |
| 10 | Bosnia ed Erzegovina (bandiera) | C     | Nemanja Anđušić |
| 12 | Bosnia ed Erzegovina (bandiera) | P     | Faris Ribić     |
| 21 | Bosnia ed Erzegovina (bandiera) | C     | Faris Kadrić    |
| 27 | Isole Salomone (bandiera)       | A     | Raphael Lea'i   |
| 29 | Bosnia ed Erzegovina (bandiera) | D     | Elvir Muminović |
| 44 | Bosnia ed Erzegovina (bandiera) | D     | Azur Mahmić     |
| 88 | Macedonia del Nord (bandiera)   | C     | Stefan Vukčević |
| 99 | Slovenia (bandiera)             | A     | Alen Kranjc     |

## Calciomercato

### Sessione estiva
| Acquisti         | Acquisti             | Acquisti        | Acquisti              |
| R.               | Nome                 | da              | Modalità              |
| ---------------- | -------------------- | --------------- | --------------------- |
| C                | Mihael Mlinarić      | Slaven Belupo   | definitivo (gratuito) |
| C                | Stefan Vukčević      | EN Paralimni    | definitivo (gratuito) |
| D                | Azur Mahmić          | Igman Konjic    | definitivo (gratuito) |
| D                | Klemen Šturm         | Hapoel Hadera   | definitivo (gratuito) |
| A                | Alen Krajnc          | Gorica          | definitivo (gratuito) |
| A                | Asmir Suljić         | Tobyl           | definitivo (gratuito) |
| C                | Dino Halilović       | Tabor Sežana    | definitivo (gratuito) |
| D                | Ante Oreč            | Kustošija       | definitivo (gratuito) |
| D                | Bruno Oliveira       | Široki Brijeg   | definitivo (gratuito) |
| A                | Demir Peco           | Sloga Doboj     | definitivo (gratuito) |
| A                | Adnan Džafić         | Sarajevo        | definitivo (gratuito) |
| C                | Yaroslav Oreshkevich | BATĖ Borisov    | ?                     |
| A                | Giorgi Guliashvili   | Sarajevo        | prestito              |
| Altre operazioni |                      |                 |                       |
| R.               | Nome                 | da              | Modalità              |
| C                | Lohan                | Zmaj Makarska   | definitivo (gratuito) |
| C                | Nermin Alagić        | Igman Konjic    | fine prestito         |
| P                | Faris Ribić          | Jedinstvo Bihać | fine prestito         |
| C                | Ajdin Drina          | Jedinstvo Bihać | fine prestito         |

| Cessioni         | Cessioni                | Cessioni           | Cessioni              |
| R.               | Nome                    | a                  | Modalità              |
| ---------------- | ----------------------- | ------------------ | --------------------- |
| D                | Samir Zeljković         | Sarajevo           | definitiva (gratuita) |
| D                | Mitar Ćuković           | Riteriai           | definitiva (gratuita) |
| A                | Alen Dejanović          | Dyn. Č. Budějovice | definitiva (gratuita) |
| C                | Haris Ovčina            | Željezničar        | definitiva (gratuita) |
| C                | Wallace                 | Jatalense          | definitiva (gratuita) |
| P                | Slaviša Bogdanović      | Al-Qaisumah        | definitiva (gratuita) |
| D                | Antonio Pavić           | Zagłębie Sosnowiec | definitiva (gratuita) |
| C                | Ardonis Mućaj           | Sloboda Tuzla      | definitiva (gratuita) |
| A                | Dževad Sijamija         | Aluminij           | prestito              |
| C                | Nemanja Anđušić         |                    | svincolato            |
| A                | Raphael Lea'i           |                    | svincolato            |
| A                | Nedim Hadžić            |                    | svincolato            |
| D                | Marko Karamarko         |                    | svincolato            |
| C                | Jovan Blagojević        |                    | svincolato            |
| C                | Tino Blaž Lauš          | Hajduk Spalato     | fine prestito         |
| Altre operazioni |                         |                    |                       |
| R.               | Nome                    | da                 | Modalità              |
| C                | Lohan                   | Velež Nevesinje    | prestito              |
| C                | Edmar Junior dos Santos | Velež Nevesinje    | prestito              |
| C                | Ajdin Drina             | Radnik Hadžići     | prestito              |
| A                | Lejs Pličanić           |                    | svincolato            |

### Sessione invernale
| Acquisti         | Acquisti      | Acquisti           | Acquisti                |
| R.               | Nome          | a                  | Modalità                |
| ---------------- | ------------- | ------------------ | ----------------------- |
| P                | Tomislav Duka |                    | definitivo (svincolato) |
| C                | Vito Čaić     | Dinamo Zagabria II | prestito                |
| D                | Aref Gholami  |                    | definitivo              |
| C                | Lohan         | Velež Nevesinje    | fine prestito           |
| C                | Ajdin Drina   | Radnik Hadžići     | fine prestito           |
| Altre operazioni |               |                    |                         |
| R.               | Nome          | da                 | Modalità                |
|                  |               |                    |                         |

| Cessioni         | Cessioni             | Cessioni     | Cessioni               |
| R.               | Nome                 | a            | Modalità               |
| ---------------- | -------------------- | ------------ | ---------------------- |
| C                | Faris Kadrić         | Manisa       | definitiva (25 mila €) |
| C                | Stefan Vukčević      |              | svincolato             |
| D                | Elvir Muminović      |              | svincolato             |
| P                | Faris Ribić          |              | svincolato             |
| D                | Azur Mahmić          | Željezničar  | prestito               |
| C                | Omar Pršeš           |              | svincolato             |
| A                | Alen Krajnc          |              | svincolato             |
| C                | Ajdin Drina          |              | svincolato             |
| Altre operazioni |                      |              |                        |
| R.               | Nome                 | da           | Modalità               |
| C                | Yaroslav Oreshkevich |              | svincolato             |
| D                | Adin Bajrić          | Igman Konjic | prestito               |

## Risultati
Dati aggiornati al 25 maggio 2024.

### Premijer Liga
| Arbitro: | Peljto |

|                                                         |           |  |
| Šturm 19’ Anđušić 25’ Kranjc 27’ Mlinarić 58’ Lea'i 88’ | Marcatori |  |

| Mostar 6 agosto 2023, ore 21:00 CEST 2ª giornata | Velež Mostar | 0 – 0 referto | GOŠK Gabela | Stadio Rođeni (4 500 spett.)\| Arbitro: \| Musić \| |
| Arbitro:                                         | Musić        |               |             |                                                     |

| Arbitro: | Halkić |

|            |           |          |
| Zvonić 48’ | Marcatori | 21’ Kpan |

| Arbitro: | Petrović |

|                    |           |  |
| Renan Oliveira 50’ | Marcatori |  |

| Arbitro: | Gigović |

|            |           |  |
| Haskić 89’ | Marcatori |  |

| Arbitro: | Gigović |

|                      |           |                                                       |
| Ramić 9’ Bešagić 31’ | Marcatori | 20’ Vehabović 29’ Suljić 53’ Haskić 90+4’ Guliashvili |

| Arbitro: | Kesić |

|                                                       |           |                     |
| Haskić 16’ Haskić 41’ Haskić 87’ Džafić 90+11’ (rig.) | Marcatori | 36’ Jović 53’ Vidić |

| Arbitro: | Njegomirović |

|                          |           |  |
| Kvržić 51’ Vranjes 90+3’ | Marcatori |  |

| Arbitro: | Perić |

|                       |           |           |
| Haskić 46’ Džafić 62’ | Marcatori | 71’ Begić |

| Arbitro: | Gedžić |

|                                           |           |  |
| Ćuže 6’ Jakovljević 36’ Jakovljević 45+2’ | Marcatori |  |

| Arbitro: | Jelić |

|             |           |            |
| Mašović 17’ | Marcatori | 72’ Haskić |

| Mostar 29 ottobre 2023, ore 14:00 CET 12ª giornata | Zvijezda 09 | 0 – 0 referto | Velež Mostar | Gradski stadion Ugljevik (400 spett.)\| Arbitro: \| Tomić \| |
| Arbitro:                                           | Tomić       |               |              |                                                              |

| Arbitro: | Marić |

|  |           |                                                         |
|  | Marcatori | 45+2’ Haskić 67’ Guliashvili 72’ Haskić 80’ (aut.) Šuta |

| Arbitro: | Peljto |

|                                            |           |  |
| Haskić 42’ Guliashvili 53’ Guliashvili 79’ | Marcatori |  |

| Arbitro: | Bilbija |

|                    |           |                   |
| Ćavar 8’ Ćavar 66’ | Marcatori | 48’ Puce 89’ Peco |

| Arbitro: | Petrović |

|               |           |  |
| Vehabović 65’ | Marcatori |  |

| Arbitro: | Luka Bilbija |

|  |           |                 |
|  | Marcatori | 66’ Guliashvili |

| Arbitro: | Martinović |

|           |           |             |
| Hrkać 88’ | Marcatori | 3’ Denković |

| Doboj 16 febbraio 2024, ore 18:00 CET 19ª giornata | Sloga Doboj | 0 – 0 referto | Velež Mostar | Stadio Luke (300 spett.)\| Arbitro: \| Halkić \| |
| Arbitro:                                           | Halkić      |               |              |                                                  |

| Mostar 24 febbraio 2024, ore 16:00 CET 20ª giornata | Velež Mostar | 0 – 0 referto | Borac Banja Luka | Stadio Rođeni (2 000 spett.)\| Arbitro: \| Bilbija \| |
| Arbitro:                                            | Bilbija      |               |                  |                                                       |

| Arbitro: | Njegomirović |

|              |           |  |
| Pavković 43’ | Marcatori |  |

| Arbitro: | Tomić |

|         |           |              |
| Čaić 1’ | Marcatori | 26’ Pantelić |

| Arbitro: | Petrović |

|                      |           |  |
| Haskić 12’ Hrkać 35’ | Marcatori |  |

| Arbitro: | Topuzović |

|  |           |                  |
|  | Marcatori | 54’ D. Halilović |

| Arbitro: | Njegomirović |

|                 |           |            |
| Guliashvili 65’ | Marcatori | 3’ Vuković |

| Arbitro: | Peljto |

|         |           |  |
| Ćuže 9’ | Marcatori |  |

| Arbitro: | Gigović |

|                                        |           |                |
| Hrkać 9’ (rig.) Mlinarić 75’ Pršeš 78’ | Marcatori | 47’ Karaklajić |

| Arbitro: | Halkić |

|                 |           |  |
| Guliashvili 29’ | Marcatori |  |

| Arbitro: | Bandić |

|                                             |           |  |
| Renan Oliveira 1’ Čataković 62’ Hasić 90+2’ | Marcatori |  |

| Arbitro: | Petrović |

|                         |           |  |
| Mlinarić 15’ Haskić 67’ | Marcatori |  |

| Arbitro: | Todić |

|  |           |            |
|  | Marcatori | 37’ Suljić |

| Arbitro: | Deljković |

|                                          |           |                                  |
| Mlinarić 3’ Guliashvili 47’ Mlinarić 90’ | Marcatori | 34’ Hasukić 48’ Ikić 89’ Hasukić |

| Arbitro: | Todić |

|            |           |                                                                    |
| Hadžić 82’ | Marcatori | 31’ Mlinarić 40’ Mlinarić 47’ D. Halilović 55’ Šikalo 89’ Mlinarić |

Concludendo il campionato al 3º posto in classifica, il Velež Mostar si è qualificato alla successiva edizione di Conference League.

### Kup Bosne i Hercegovine
La partecipazione del Velež Mostar alla Coppa di Bosnia ed Erzegovina è cominciata a partire dal primo turno.

#### Primo turno
| Arbitro: | Deljković |

|  |           |                                                                                |
|  | Marcatori | 12’ (rig.) Džafić 27’ Džafić 50’ Halilović 75’ Kadrić 83’ Kadrić 87’ Halilagić |

Con la vittoria per 0-6 sul Visoko, il Velez Mostar si è qualificato agli ottavi di finale di Coppa di Bosnia ed Erzegovina.

#### Ottavi di finale
| Arbitro: | Kazlagić |

|                                     |           |                          |
| Vehabović 21’ Suljić 50’ Haskić 69’ | Marcatori | 60’ Hadžić 61’ Delimeđac |

Con la vittoria per 3-2 sul Tuzla City, il Velež Mostar si è qualificato ai quarti di finale della Coppa di Bosnia ed Erzegovina.

#### Quarti di finale
| Arbitro: | Marić |

|                     |           |                  |
| Lukić 25’ Capan 75’ | Marcatori | 66’ (rig.) Hrkač |

| Arbitro: | Njegomirović |

|                                 |           |                                  |
| Guliashvili 33’ Guliashvili 41’ | Marcatori | 15’ Chinedu 21’ Kpan 90+1’ Lukić |

Con il risultato aggregato di 3-5 a favore del Široki Brijeg, il Velez Mostar è stato eliminato dalla Coppa di Bosnia ed Erzegovina ai quarti di finale.

## Statistiche
Dati aggiornati al 25 maggio 2024.

### Statistiche di squadra
| Competizione            | Punti | In casa | In casa | In casa | In casa | In casa | In casa | In trasferta | In trasferta | In trasferta | In trasferta | In trasferta | In trasferta | Totale | Totale | Totale | Totale | Totale | Totale | DR  |
| Competizione            | Punti | G       | V       | N       | P       | Gf      | Gs      | G            | V            | N            | P            | Gf           | Gs           | G      | V      | N      | P      | Gf     | Gs     | DR  |
| ----------------------- | ----- | ------- | ------- | ------- | ------- | ------- | ------- | ------------ | ------------ | ------------ | ------------ | ------------ | ------------ | ------ | ------ | ------ | ------ | ------ | ------ | --- |
| Premijer Liga           | 59    | 17      | 10      | 7       | 0       | 31      | 11      | 16           | 7            | 4            | 6            | 19           | 17           | 33     | 16     | 11     | 6      | 50     | 28     | +22 |
| Kup Bosne i Hercegovine | -     | 2       | 1       | 0       | 1       | 5       | 5       | 2            | 1            | 0            | 1            | 7            | 2            | 4      | 2      | 0      | 2      | 12     | 7      | +5  |
| Totale                  | -     | 19      | 11      | 7       | 1       | 36      | 16      | 18           | 8            | 4            | 7            | 26           | 19           | 37     | 18     | 11     | 8      | 62     | 35     | +27 |

### Andamento in campionato

#### Premijer Liga
| Giornata  | 1 | 2 | 3 | 4 | 5 | 6 | 7 | 8 | 9 | 10 | 11 | 12 | 13 | 14 | 15 | 16 | 17 | 18 | 19 | 20 | 21 | 22 | 23 | 24 | 25 | 26 | 27 | 28 | 29 | 30 | 31 | 32 | 33 |
| --------- | - | - | - | - | - | - | - | - | - | -- | -- | -- | -- | -- | -- | -- | -- | -- | -- | -- | -- | -- | -- | -- | -- | -- | -- | -- | -- | -- | -- | -- | -- |
| Luogo     | C | C | T | C | T | C | T | C | T | C  | T  | T  | T  | C  | T  | C  | T  | C  | T  | C  | T  | C  | C  | T  | C  | T  | C  | C  | T  | C  | T  | C  | T  |
| Risultato | V | N | P | N | P | V | V | V | P | V  | N  | N  | V  | V  | N  | V  | V  | N  | N  | N  | V  | N  | V  | V  | N  | P  | V  | V  | P  | V  | V  | N  | V  |
| Posizione | 1 | 2 | 7 | 9 | 9 | 8 | 5 | 4 | 5 | 5  | 5  | 4  | 4  | 4  | 4  | 4  | 4  | 3  | 3  | 3  | 3  | 3  | 3  | 3  | 3  | 3  | 3  | 3  | 3  | 3  | 3  | 3  | 3  |

Legenda:

Luogo: C = Casa; T = Trasferta. Risultato: R = Rinviata; V = Vittoria; N = Pareggio; P = Sconfitta.

### Statistiche individuali
| Giocatore      | Premijer Liga | Premijer Liga | Premijer Liga | Premijer Liga | Kup Bosne i Hercegovine | Kup Bosne i Hercegovine | Kup Bosne i Hercegovine | Kup Bosne i Hercegovine | Totale   | Totale | Totale      | Totale     |
| Giocatore      | Presenze      | Reti          | Ammonizioni   | Espulsioni    | Presenze                | Reti                    | Ammonizioni             | Espulsioni              | Presenze | Reti   | Ammonizioni | Espulsioni |
| -------------- | ------------- | ------------- | ------------- | ------------- | ----------------------- | ----------------------- | ----------------------- | ----------------------- | -------- | ------ | ----------- | ---------- |
| M. Bešić       | 2             | 0             | 1             | 0             | 0                       | 0                       | 0                       | 0                       | 2        | 0      | 1           | 0          |
| Bruno Oliveira | 12            | 0             | 3             | 0             | 2                       | 0                       | 0                       | 0                       | 14       | 0      | 3           | 0          |
| V. Čaić        | 10            | 1             | 2             | 0             | 3                       | 0                       | 0                       | 0                       | 13       | 1      | 2           | 0          |
| S. Domić       | 9             | 0             | 4             | 0             | 4                       | 0                       | 2                       | 1                       | 13       | 0      | 6           | 1          |
| K. Đuliman     | 2             | 0             | 0             | 0             | 0                       | 0                       | 0                       | 0                       | 2        | 0      | 0           | 0          |
| T. Duka        | 1             | -1            | 0             | 0             | 3                       | -7                      | 0                       | 0                       | 4        | -8     | 0           | 0          |
| A. Džafić      | 20            | 2             | 4             | 0             | 2                       | 2                       | 0                       | 0                       | 22       | 4      | 4           | 0          |
| A. Gholami     | 7             | 0             | 1             | 0             | 0                       | 0                       | 0                       | 0                       | 7        | 0      | 1           | 0          |
| G. Guliashvili | 22            | 8             | 3             | 0             | 2                       | 2                       | 1                       | 0                       | 24       | 10     | 4           | 0          |
| O. Hadžikić    | 32            | -27           | 1             | 0             | 0                       | 0                       | 0                       | 0                       | 32       | -27    | 1           | 0          |
| S. Halilagić   | 2             | 0             | 0             | 0             | 1                       | 1                       | 0                       | 0                       | 3        | 1      | 0           | 0          |
| D. Halilović   | 25            | 2             | 5             | 0             | 4                       | 1                       | 1                       | 0                       | 29       | 3      | 6           | 0          |
| E. Halilović   | 24            | 0             | 0             | 0             | 2                       | 0                       | 0                       | 0                       | 26       | 0      | 0           | 0          |
| N. Haskić      | 31            | 12            | 3             | 0             | 3                       | 1                       | 0                       | 0                       | 34       | 13     | 3           | 0          |
| A. Hrkač       | 28            | 3             | 3             | 0             | 3                       | 1                       | 0                       | 0                       | 31       | 4      | 3           | 0          |
| D. Juklo       | 1             | 0             | 0             | 0             | 0                       | 0                       | 0                       | 0                       | 1        | 0      | 0           | 0          |
| O. Kuko        | 5             | 0             | 0             | 0             | 1                       | 0                       | 0                       | 0                       | 6        | 0      | 0           | 0          |
| Lohan          | 5             | 0             | 1             | 0             | 3                       | 0                       | 0                       | 0                       | 8        | 0      | 1           | 0          |
| E. Mehić       | 1             | 0             | 0             | 0             | 0                       | 0                       | 0                       | 0                       | 1        | 0      | 0           | 0          |
| A. Milak       | 2             | 0             | 0             | 0             | 0                       | 0                       | 0                       | 0                       | 2        | 0      | 0           | 0          |
| M. Mlinarić    | 29            | 7             | 0             | 0             | 2                       | 0                       | 0                       | 0                       | 31       | 7      | 0           | 0          |
| A. Oreč        | 28            | 0             | 3             | 0             | 4                       | 0                       | 0                       | 0                       | 32       | 0      | 3           | 0          |
| D. Peco        | 17            | 1             | 1             | 0             | 2                       | 0                       | 0                       | 0                       | 19       | 1      | 1           | 0          |
| O. Pršeš       | 24            | 1             | 4             | 0             | 3                       | 0                       | 0                       | 0                       | 27       | 1      | 4           | 0          |
| D. Puce        | 5             | 1             | 0             | 0             | 0                       | 0                       | 0                       | 0                       | 5        | 1      | 0           | 0          |
| F. Ribić       | 0             | 0             | 0             | 0             | 1                       | 0                       | 0                       | 0                       | 1        | 0      | 0           | 0          |
| T. Šikalo      | 25            | 1             | 4             | 0             | 3                       | 0                       | 1                       | 0                       | 28       | 1      | 5           | 0          |
| K. Šturm       | 32            | 1             | 2             | 0             | 2                       | 0                       | 0                       | 0                       | 34       | 1      | 2           | 0          |
| A. Suljić      | 25            | 2             | 6             | 1             | 4                       | 1                       | 1                       | 0                       | 29       | 3      | 7           | 1          |
| E. Vehabović   | 31            | 2             | 5             | 0             | 4                       | 1                       | 1                       | 0                       | 35       | 3      | 6           | 0          |
| D. Zvonić      | 20            | 1             | 2             | 0             | 3                       | 0                       | 0                       | 0                       | 23       | 1      | 2           | 0          |
| N. Anđušić     | 5             | 1             | 0             | 0             | 0                       | 0                       | 0                       | 0                       | 5        | 1      | 0           | 0          |
| F. Kadrić      | 9             | 0             | 0             | 0             | 1                       | 2                       | 0                       | 0                       | 10       | 2      | 0           | 0          |
| A. Kranjc      | 5             | 1             | 0             | 0             | 0                       | 0                       | 0                       | 0                       | 5        | 1      | 0           | 0          |
| R. Lea'i       | 2             | 1             | 0             | 0             | 0                       | 0                       | 0                       | 0                       | 2        | 1      | 0           | 0          |
| A. Mahmić      | 8             | 0             | 1             | 0             | 0                       | 0                       | 0                       | 0                       | 8        | 0      | 1           | 0          |
| E. Muminović   | 1             | 0             | 0             | 0             | 1                       | 0                       | 0                       | 0                       | 2        | 0      | 0           | 0          |
| S. Vukčević    | 1             | 0             | 0             | 0             | 0                       | 0                       | 0                       | 0                       | 1        | 0      | 0           | 0          |